# Ruch Socjalistyczny
Ruch Socjalistyczny (serb. Pokret socijalista / Покрет социјалиста, PS) – serbska partia polityczna o profilu socjalistycznym.

## Historia
Partia powstała w 2008. Założył ją Aleksandar Vulin, dawny działacz komunistycznej Jugosłowiańskiej Lewicy i SPS. Przed wyborami w 2012 Ruch Socjalistyczny wszedł w skład zwycięskiej koalicji skupionej wokół Serbskiej Partii Postępowej, w ramach której uzyskał jeden mandat poselski. W 2013 lider PS objął urząd ministra. W 2014 ruch ponownie dołączył do sojuszu skupionego wokół SNS, uzyskując w przedterminowych wyborach trzyosobową reprezentację poselską (Aleksandar Vulin pozostał członkiem rządu). Socjaliści kontynuowali współpracę wyborczą z postępowcami, wprowadzając swoich przedstawicieli na listy wyborcze koalicji również w 2016, 2020, 2022 i 2023, zachowując w wyniku kolejnych wyborów niewielką poselską reprezentację.
Przewodniczący partii Aleksandar Vulin otrzymywał nominację w skład kolejnych rządów powoływanych w 2016, 2017 i 2020.
W grudniu 2022, gdy lider PS objął funkcję dyrektora Agencji Bezpieczeństwa i Informacji, obowiązki przewodniczącego partii przejął Bojan Torbica. Aleksandar Vulin powrócił w skład serbskiego rządu w 2024]. Nie otrzymał natomiast nominacji do następnego gabinetu, który powołano w kwietniu 2025. 